# Niedorp
Niedorp (anhörenⓘ) (westfriesisch Nierup) ist eine ehemalige Gemeinde in der niederländischen Provinz Nordholland, Region West-Friesland.
Die Gemeinde Niedorp ist am 1. Januar 2012, zusammen mit den Gemeinden Anna Paulowna, Wieringen und Wieringermeer, zur Gemeinde Hollands Kroon fusioniert.

## Ortsteile
- Barsingerhorn, nahe Schagen
- Haringhuizen
- Kolhorn
- Kreil (teilweise)
- Lutjewinkel
- Moerbeek
- Nieuwe Niedorp (Sitz der Gemeindeverwaltung)
- Oude Niedorp
- Terdiek
- Verlaat (teilweise)
- Winkel
- Zijdewind.

## Lage und Wirtschaft
Die Gemeinde liegt westlich von Wieringermeer, nördlich von Heerhugowaard und östlich von Schagen, wo sich der nächste Bahnhof befindet.
Durch die Gemeinde verlaufen mehrere kleine Kanäle, früher vor allem von der Binnenschifffahrt, heute vom Wassersporttourismus genutzt. Haupterwerbsquelle der Gemeinde ist nach wie vor die Landwirtschaft.

## Geschichte
Die Ortsnamen von Oude und Nieuwe Niedorp kamen bereits 1298 in einer Urkunde vor. Im Jahr 1415 erhielten die Orte ein beschränktes Stadtrecht (Stede Niedorp). Im Jahr 1904 wurde dort ein Kloster gebaut, das u. a. von den Klarissen benutzt wurde; das Gebäude dient jetzt als Bildungsanstalt für ausländische Priesterstudenten.
Barsingerhorn, das 890 erstmals urkundlich erwähnt wurde und sich aus einer Reihe Warften mit Bauernhöfen allmählich zu einem langgestreckten Deichdorf entwickelte, und Haringhuizen gehörten im Mittelalter zur Herrlichkeit Schagen.
Kolhorn, ein ehemaliges Fischerdorf, das vor der Trockenlegung des Wieringermeers an der Zuiderseeküste lag, war im 17. Jahrhundert ein Umschlaghafen für VOC-Schiffe. Zwischen etwa 1890 und 1930 brachte der Fang großer Mengen Anchovis oder Sardellen dem Dorf einigen Wohlstand. Später wurde der Fischereihafen in einen Jachthafen umfunktioniert.

## Sehenswürdigkeiten
- Die Gemeinde fördert Radtouren in der Umgebung und stellt Besuchern dazu Handzettel mit Hinweisen zur Verfügung.
- Es gibt einige kleine Museen, darunter eines zu Parfümflaschen in Winkel und eines zu Motorrädern in Nieuwe Niedorp.
- Barsingerhorn hat ein sehenswürdiges ehemaliges Rathaus aus dem 17. Jahrhundert.

## Persönlichkeiten
- Dirck Rembrantsz van Nierop (1610–1682), Astronom und Navigationslehrer
- Jessy Kramer (* 1990), Handball-Nationalspielerin

## Politik

### Sitzverteilung im Gemeinderat
| Partei                               | Sitze | Sitze | Sitze | Sitze |
| Partei                               | 1998  | 2002  | 2006  | 2010  |
| ------------------------------------ | ----- | ----- | ----- | ----- |
| Lokaal Alternatief Democratie Anders | —     | —     | —     | 6     |
| VVD                                  | 3     | 5     | 4     | 3     |
| PvdA                                 | 5     | 4     | 5     | 3     |
| CDA                                  | 3     | 3     | 3     | 2     |
| Algemeen Belang                      | 3     | 3     | 3     | 1     |
| GroenLinks                           | —     | —     | —     | 0     |
| D66                                  | 1     | —     | —     | —     |
| Gesamt                               | 15    | 15    | 15    | 15    |